# ريتشارد ولفسون
ريتشارد ولفسون (بالإنجليزية: Richard Wolfson)‏ هو صحفي بريطاني، ولد في 25 أبريل 1955، وتوفي في 1 فبراير 2005 بسبب أم الدم الأبهرية.